# Walter Horace Bruford
Walter Horace Bruford (* 14. Juli 1894 in Manchester; † 28. Juni 1988 in Edinburgh) war ein britischer Germanist. Er ist bekannt für Studien über das klassische Weimar der Goethe-Zeit und dessen Sozialgeschichte.

## Leben
Bruford ging in Manchester zur Schule (Manchester Grammar School) und studierte an der Universität Cambridge (St John’s College) und der Universität Zürich. Im Ersten Weltkrieg arbeitete er als Kryptograph in Room 40 bei der britischen Admiralität. 1920 wurde er Lecturer und 1923 Reader für Germanistik an der University of Aberdeen und 1929 an der University of Edinburgh. 1939 bis 1945 arbeitete er im Außenministerium und wieder als Kryptograph in Bletchley Park. 1951 bis 1961 war er Schröder Professor für Germanistik an der Universität Cambridge.
1963 wurde er zum Mitglied (Fellow) der British Academy gewählt. Bruford wurde 1965 als korrespondierendes Mitglied in die Sächsische Akademie der Wissenschaften aufgenommen. Seit 1957 war er Mitglied der Deutschen Akademie für Sprache und Dichtung.
Er lebte zuletzt in Abbey St Bathans in Berwickshire.

## Schriften
- Germany in the eighteenth century: the social background of the literary revival, Cambridge University Press 1935
- Die gesellschaftlichen Grundlagen der Goethezeit, Weimar, H. Böhlaus Nachfolger 1936, Nachdruck Ullstein Taschenbuch 1987
- Deutsche Kultur der Goethezeit, Akademische Verlagsgesellschaft Athenaion, Konstanz 1965
- Chekhov and His Russia, a Sociological Study, London 1947
- Anton Chekhov, Yale University Press 1957
- Fürstin Gallitzin und Goethe. Das Selbstvervollkommnungsideal und seine Grenzen, Arbeitsgemeinschaft für Forschung des Landes NRW, Geisteswissenschaften 26, Köln 1957
- Culture and society in classical Weimar, 1775–1806, Cambridge University Press 1962
- First Steps In German Fifty Years Ago, Cambridge, Modern Humanities Research Association 1965
- The German Tradition of Self-cultivation: Bildung from Humboldt to Thomas Mann, Cambridge University Press 1975
- Some German Memories 1911–1961, Institute of Germanic Studies, University of London 1980
- Theatre, drama, and audience in Goethe’s Germany, London: Routledge and Paul 1950
- Literary Interpretation in Germany, Cambridge University Press 1952
- mit Joseph John Findlay: Sound and Symbol. A Scheme Of Instruction, Introductory To School Courses In Modern Languages And Shorthand, Kessinger Publ. 1917